# Arco de Cipião Africano
O Arco de Cipião Africano era um dos muitos antigos arcos do triunfo de Roma no Fórum Romano e que hoje não existe mais. Ficava localizado perto do Templo de Júpiter Ótimo Máximo, no Capitólio, e foi construído por ordem de Cipião Africano em 190 a.C..

## História
O arco (em latim: fornix) ficava na via que saía do Capitólio, não muito longe da casa de Cipião, o grande vencedor da Batalha de Zama contra Aníbal, o local onde hoje está a Basílica Júlia, e era decorado com sete estátuas douradas e duas estátuas equestres representando os mais importantes membros da família dos Cipiões, da gente Cornélia. À sua frente ficavam duas fontes de mármore.

## Localização
| Planimetria do Capitólio antigo |
| --- |
| Area capitolina Arx Fórum Romano Fóruns imperiais Velabro Templo de Júpiter Capitolino Tabulário Templo de Juno Moneta Teatro de Marcelo Fórum Holitório Templo de Belona Templo de Júpiter Ferétrio Templo de Vejóvis Auguráculo Iseu Templo de Júpiter Guardião (?) Templo da Concórdia (?) Templo de Júpiter Conservador Cabana de Rômulo Altar Templo Tensário Templo de Júpiter Tonante Clivo Capitolino "Cem Passos" Porta Pandana Templo de Jano Templo de Juno Sóspita Templo de Esperança Templo de Augusto Asilo "Entre Dois Bosques" Vico Jugário Campo de Marte Pórtico dos Deuses Harmoniosos Templo de Vespasiano Templo da Concórdia Tuliano Clivo Argentário Templo de Vênus Ericina Templo de Mente (?) Templo de Fides (?) Templo de Ops (?) Arco de Cipíão Templo de Saturno Basílica Júlia |